# Anna Brunotte
Anna Brunotte (* um 1957 als Anna Volpert in Wiesbaden) ist eine deutsche Luftverkehrskauffrau. Größere Bekanntheit erlangte sie durch die Entwicklung des 2002 eingeführten neuen Preissystems im Fernverkehr der Deutschen Bahn.
Brunotte arbeitete ab 1979 für die Lufthansa und entwickelte ein Ertragsmanagement, mit dem die Auslastung der Flugzeuge zu jeder Tageszeit gesteigert werden sollte. Darüber hinaus war sie für die Vertriebsstrategie zuständig. 1997 wechselte sie in die Geschäftsführung der Lufthansa-Tochter Start Amadeus.
1998 wechselte sie zur Deutschen Bahn, wo sie mit einem Team von bis zu 500 Mitarbeitern das neue Preissystem entwickelte, das zum 15. Dezember 2002 eingeführt wurde.
Brunotte schied Ende Mai 2003 aus dem Unternehmen aus. Ein Bahnsprecher nannte „unterschiedliche Auffassungen über die Weiterentwicklung des Preissystems“ als Grund. Nachdem der Umsatz im Fernverkehr in der ersten Jahreshälfte um mehr als zehn Prozent eingebrochen war, wurde das Preissystem zum 1. August 2003 reformiert.